# Hamarkameratene 2019
Questa voce raccoglie le informazioni riguardanti l'Hamarkameratene nelle competizioni ufficiali della stagione 2019.

## Stagione
La stagione dell'HamKam è iniziata con un cambio di guida tecnica: il 28 novembre 2018 era stato infatti reso noto che Gaute Helstrup sarebbe stato il nuovo tecnico della squadra, a partire dal 1º gennaio 2019.
L'HamKam ha chiuso la stagione al 10º posto in classifica. L'avventura nel Norgesmesterskapet è terminata al secondo turno, con l'eliminazione subita per mano del Grorud.

## Maglie e sponsor
Lo sponsor tecnico per la stagione 2019 è stato Puma, senza sponsor ufficiale. La divisa casalinga era composta da una maglietta bianca con una striscia verde sulle braccia, pantaloncini verdi e calzettoni bianchi. Quella da trasferta prevedeva una maglietta verde con rifiniture bianche, pantaloncini bianchi e calzettoni verdi.
| Casa | Trasferta |

## Rosa
| N. |                      | Ruolo | Calciatore                |
| -- | -------------------- | ----- | ------------------------- |
| 1  | Norvegia (bandiera)  | P     | Lars Jendal               |
| 1  | Danimarca (bandiera) | P     | Marco Pris Jørgensen      |
| 2  | Norvegia (bandiera)  | D     | Patrick Alfei Sæbø        |
| 3  | Norvegia (bandiera)  | D     | Benjamin Gleditsch        |
| 4  | Danimarca (bandiera) | D     | Jacob Egeris              |
| 5  | Fær Øer (bandiera)   | D     | Odmar Færø                |
| 6  | Norvegia (bandiera)  | C     | Lars-Gunnar Johnsen       |
| 7  | Norvegia (bandiera)  | C     | Petter Vaagan Moen        |
| 8  | Norvegia (bandiera)  | C     | Markus Solbakken          |
| 9  | Norvegia (bandiera)  | A     | Jonas Enkerud             |
| 10 | Norvegia (bandiera)  | C     | Emil Sildnes              |
| 11 | Norvegia (bandiera)  | A     | Ole Erik Midtskogen       |
| 12 | Polonia (bandiera)   | P     | Łukasz Jarosiński         |
| 13 | Spagna (bandiera)    | D     | Rubén Alegre Guerra       |
| 14 | Norvegia (bandiera)  | D     | Steffen Skogvang Pedersen |

| N. |                     | Ruolo | Calciatore              |
| -- | ------------------- | ----- | ----------------------- |
| 15 | Norvegia (bandiera) | D     | Lars Brotangen          |
| 17 | Norvegia (bandiera) | C     | Simen Bolkan Nordli     |
| 18 | Norvegia (bandiera) | A     | Jean Alassane Mendy     |
| 19 | Norvegia (bandiera) | C     | Van Zan Lian Hrin       |
| 19 | Nigeria (bandiera)  | C     | Charles Ezeh            |
| 20 | Norvegia (bandiera) | D     | Jo Nymo Matland         |
| 20 | Norvegia (bandiera) | C     | Petter Mathias Olsen    |
| 21 | Norvegia (bandiera) | C     | Luca Sveen              |
| 22 | Norvegia (bandiera) | C     | Kristian Lønstad Onsrud |
| 23 | Norvegia (bandiera) | A     | Jarmund Kvernstuen      |
| 24 | Norvegia (bandiera) | D     | Hans Norbye             |
| 25 | Norvegia (bandiera) | D     | Davod Arzani            |
| 30 | Norvegia (bandiera) | P     | Andreas Hippe Fagereng  |
| 99 | Nigeria (bandiera)  | A     | Ibrahim Abubakar        |

## Calciomercato

### Sessione invernale(dal 09/01 al 01/04)
| Arrivi           | Arrivi                    | Arrivi       | Arrivi        |
| R.               | Nome                      | da           | Modalità      |
| ---------------- | ------------------------- | ------------ | ------------- |
| D                | Odmar Færø                | B36 Tórshavn | definitivo    |
| D                | Benjamin Gleditsch        | Grorud       | definitivo    |
| D                | Hans Norbye               |              | svincolato    |
| D                | Steffen Skogvang Pedersen |              | svincolato    |
| C                | Charles Ezeh              | Lillestrøm   | prestito      |
| C                | Lars-Gunnar Johnsen       |              | svincolato    |
| C                | Petter Mathias Olsen      | Lillestrøm   | prestito      |
| C                | Emil Sildnes              |              | svincolato    |
| A                | Jonas Enkerud             |              | svincolato    |
| A                | Jean Alassane Mendy       | Dundee       | definitivo    |
| Altre operazioni |                           |              |               |
| R.               | Nome                      | da           | Modalità      |
| P                | Lars Jendal               | Nybergsund   | fine prestito |
| A                | Ibrahim Abubakar          | Start        | definitivo    |

| Partenze | Partenze            | Partenze | Partenze      |
| R.       | Nome                | a        | Modalità      |
| -------- | ------------------- | -------- | ------------- |
| P        | Lars Jendal         | Asker    | prestito      |
| D        | Truls Jevne Hagen   |          | svincolato    |
| D        | Nicholas Mickelson  |          | svincolato    |
| C        | Peder Nersveen      |          | svincolato    |
| A        | Ibrahim Abubakar    | Notodden | prestito      |
| A        | Isac Lidberg        | Start    | fine prestito |
| A        | Ivar Sollie Rønning |          | svincolato    |

### Sessione estiva(dal 01/08 al 31/08)
| Arrivi | Arrivi           | Arrivi   | Arrivi        |
| R.     | Nome             | da       | Modalità      |
| ------ | ---------------- | -------- | ------------- |
| P      | Lars Jendal      | Asker    | fine prestito |
| D      | Jo Nymo Matland  | Brattvåg | definitivo    |
| A      | Ibrahim Abubakar | Notodden | fine prestito |

| Partenze | Partenze             | Partenze   | Partenze      |
| R.       | Nome                 | a          | Modalità      |
| -------- | -------------------- | ---------- | ------------- |
| P        | Marco Pris Jørgensen | Roskilde   | definitivo    |
| D        | Lars Brotangen       | Kjelsås    | definitivo    |
| C        | Charles Ezeh         | Lillestrøm | fine prestito |

### Dopo la sessione estiva
| Arrivi | Arrivi | Arrivi | Arrivi   |
| R.     | Nome   | da     | Modalità |
| ------ | ------ | ------ | -------- |

| Partenze | Partenze           | Partenze   | Partenze   |
| R.       | Nome               | a          | Modalità   |
| -------- | ------------------ | ---------- | ---------- |
| D        | Benjamin Gleditsch | Poole Town | definitivo |

## Risultati

### 1. divisjon

#### Girone di andata
| Arbitro: | Sinnes |

|         |           |  |
| Can 66’ | Marcatori |  |

| Arbitro: | Røvig Sletner |

|                         |           |                   |
| Lønstad Onsrud 37’, 58’ | Marcatori | 21’ Kristoffersen |

| Arbitro: | Lien |

|                             |           |  |
| Rochester Sørensen 45’, 48’ | Marcatori |  |

| Hamar 8 maggio 2019, ore 18:00 4ª giornata | HamKam | 0 – 0 referto | Sogndal | Briskeby (1.349 spett.)\| Arbitro: \| Lien \| |
| Arbitro:                                   | Lien   |               |         |                                               |

| Strømmen 28 aprile 2019, ore 18:00 5ª giornata | Strømmen | 0 – 0 referto | HamKam | Strømmen Stadion (502 spett.)\| Arbitro: \| Tennøy \| |
| Arbitro:                                       | Tennøy   |               |        |                                                       |

| Arbitro: | Medic |

|                                        |           |                                    |
| Skogvang Pedersen 7’ Bolkan Nordli 69’ | Marcatori | 11’ Colina 29’ Erlien 73’ Heikkilä |

| Arbitro: | Bodding |

|              |           |                      |
| Salasiwa 45’ | Marcatori | 2’ Sildnes 90’ Mendy |

| Arbitro: | Moen |

|                                   |           |  |
| Lønstad Onsrud 45’ Midtskogen 81’ | Marcatori |  |

| Jessheim 25 maggio 2019, ore 15:30 9ª giornata | Ullensaker/Kisa | 0 – 0 referto | HamKam | Jessheim Stadion (911 spett.)\| Arbitro: \| Sinnes \| |
| Arbitro:                                       | Sinnes          |               |        |                                                       |

| Arbitro: | Amland |

|                             |           |                             |
| Gleditsch 22’ Solbakken 90’ | Marcatori | 53’ Anene 78’ Hoel Andersen |

| Arbitro: | Hansen Grøtta |

|                   |           |                      |
| Bolkan Nordli 66’ | Marcatori | 11’ Castro 68’ Guèye |

| Arbitro: | Hansen Grøtta |

|                  |           |  |
| Mawa 20’ Øby 25’ | Marcatori |  |

| Arbitro: | Aslam |

|                         |           |                                  |
| Linnebo Race 55’ (aut.) | Marcatori | 36’ Bizoza 90’ Petterson Heiberg |

| Arbitro: | Moen |

|                                                            |           |                   |
| Jørgensen 6’ Christensen 28’ Bringaker 42’ Finnbogason 83’ | Marcatori | 62’ Bolkan Nordli |

| Arbitro: | Bodding |

|                          |           |  |
| Bolkan Nordli 43’ (rig.) | Marcatori |  |

#### Girone di ritorno
| Arbitro: | Tennøy |

|  |           |                                   |
|  | Marcatori | 31’ Lønstad Onsrud 38’ Midtskogen |

| Arbitro: | Koløy |

|           |           |  |
| Baidoo 4’ | Marcatori |  |

| Arbitro: | Bodding |

|                                                      |           |                                            |
| Enkerud 9’ Lønstad Onsrud 27’ Bolkan Nordli 59’, 63’ | Marcatori | 15’ Sørås 30’ Sortevik 50’ Brix 61’ Agouda |

| Arbitro: | Aslam |

|                                                   |           |                               |
| Guèye 5’ Hatlehol 16’ Castro 24’ (rig.), 53’, 71’ | Marcatori | 13’ Bolkan Nordli 87’ Sildnes |

| Hamar 25 agosto 2019, ore 15:00 20ª giornata                             | HamKam    | 1 – 2 referto         | Notodden | Briskeby (1.482 spett.) |
| \| \| \| \| \| Nymo Matland 45’ \| Marcatori \| 7’ Ledger 85’ Jenssen \| |           |                       |          |                         |
|                                                                          |           |                       |          |                         |
| Nymo Matland 45’                                                         | Marcatori | 7’ Ledger 85’ Jenssen |          |                         |

| Arbitro: | Hauge |

|                                      |           |                                                             |
| V. Lysvoll 60’ Andreassen 78’ (rig.) | Marcatori | 2’, 49’ Bolkan Nordli 65’ Midtskogen 72’ Abubakar 88’ Mendy |

| Arbitro: | Sinnes |

|                                |           |  |
| Abubakar 59’ Bolkan Nordli 81’ | Marcatori |  |

| Arbitro: | Tennøy |

|                     |           |                                |
| Belli Moldskred 58’ | Marcatori | 70’ Enkerud 86’ Lønstad Onsrud |

| Arbitro: | Koløy |

|                                                                   |           |  |
| Sildnes 20’ Nymo Matland 38’ Alegre Guerra 61’ Skaanes 78’ (aut.) | Marcatori |  |

| Arbitro: | Aslam |

|                        |           |  |
| Engblom 69’ Gibson 90’ | Marcatori |  |

| Arbitro: | Moen |

|                                |           |               |
| Enkerud 55’ Lønstad Onsrud 59’ | Marcatori | 25’ Pettersen |

| Arbitro: | Følstad Skarsem (Trondheim) |

|                       |           |             |
| Güven 40’ Ibrahim 49’ | Marcatori | 73’ Enkerud |

| Arbitro: | Lien |

|                          |           |                  |
| Bolkan Nordli 11’ (rig.) | Marcatori | 43’, 89’ Gussiås |

| Arbitro: | Tennøy |

|                                       |           |  |
| Kristoffersen 55’ Flo 73’ Schulze 82’ | Marcatori |  |

| Arbitro: | Aslam |

|                                                                 |           |                 |
| Sørensen Nergaard 57’ (aut.) Bolkan Nordli 71’ Nymo Matland 90’ | Marcatori | 9’, 77’ Mehnert |

### Norgesmesterskapet
| Arbitro: | Enger Heydary |

|  |           |             |
|  | Marcatori | 12’ Enkerud |

| Arbitro: | Haugen |

|                |           |  |
| Mankowitz 120’ | Marcatori |  |

## Statistiche

### Statistiche di squadra
| Competizione       | Punti | In casa | In casa | In casa | In casa | In casa | In casa | In trasferta | In trasferta | In trasferta | In trasferta | In trasferta | In trasferta | Totale | Totale | Totale | Totale | Totale | Totale | DR |
| Competizione       | Punti | G       | V       | N       | P       | Gf      | Gs      | G            | V            | N            | P            | Gf           | Gs           | G      | V      | N      | P      | Gf     | Gs     | DR |
| ------------------ | ----- | ------- | ------- | ------- | ------- | ------- | ------- | ------------ | ------------ | ------------ | ------------ | ------------ | ------------ | ------ | ------ | ------ | ------ | ------ | ------ | -- |
| 1. divisjon        | 38    | 15      | 7       | 3       | 5       | 28      | 21      | 15           | 4            | 2            | 9            | 15           | 26           | 30     | 11     | 5      | 14     | 43     | 47     | -4 |
| Norgesmesterskapet | -     | 0       | 0       | 0       | 0       | 0       | 0       | 2            | 1            | 0            | 1            | 1            | 1            | 2      | 1      | 0      | 1      | 1      | 1      | 0  |
| Totale             | -     | 15      | 7       | 3       | 5       | 28      | 21      | 17           | 5            | 2            | 10           | 16           | 27           | 32     | 12     | 5      | 15     | 44     | 48     | -4 |

### Andamento in campionato
| Giornata  | 1  | 2 | 3  | 4  | 5  | 6  | 7  | 8  | 9  | 10 | 11 | 12 | 13 | 14 | 15 | 16 | 17 | 18 | 19 | 20 | 21 | 22 | 23 | 24 | 25 | 26 | 27 | 28 | 29 | 30 |
| --------- | -- | - | -- | -- | -- | -- | -- | -- | -- | -- | -- | -- | -- | -- | -- | -- | -- | -- | -- | -- | -- | -- | -- | -- | -- | -- | -- | -- | -- | -- |
| Luogo     | T  | C | T  | C  | T  | C  | T  | C  | T  | C  | C  | T  | C  | T  | C  | T  | T  | C  | T  | C  | T  | C  | T  | C  | T  | C  | T  | C  | T  | C  |
| Risultato | P  | V | P  | N  | N  | P  | V  | V  | N  | N  | P  | P  | P  | P  | V  | V  | P  | N  | P  | P  | V  | V  | V  | V  | P  | V  | P  | P  | P  | V  |
| Posizione | 12 | 7 | 11 | 12 | 12 | 11 | 12 | 10 | 10 | 10 | 11 | 11 | 12 | 12 | 11 | 10 | 11 | 12 | 12 | 12 | 12 | 11 | 10 | 10 | 12 | 9  | 10 | 11 | 11 | 10 |

Fonte:  OBOS-ligaen 2019, su altomfotball.no, Altomfotball.
Legenda:

Luogo: C = Casa; T = Trasferta. Risultato: V = Vittoria; N = Pareggio; P = Sconfitta.

### Statistiche dei giocatori
| Giocatore            | Eliteserien | Eliteserien | Eliteserien | Eliteserien | Norgesmesterskapet | Norgesmesterskapet | Norgesmesterskapet | Norgesmesterskapet | Coppe europee | Coppe europee | Coppe europee | Coppe europee | Altre coppe | Altre coppe | Altre coppe | Altre coppe | Totale   | Totale | Totale      | Totale     |
| Giocatore            | Presenze    | Reti        | Ammonizioni | Espulsioni  | Presenze           | Reti               | Ammonizioni        | Espulsioni         | Presenze      | Reti          | Ammonizioni   | Espulsioni    | Presenze    | Reti        | Ammonizioni | Espulsioni  | Presenze | Reti   | Ammonizioni | Espulsioni |
| -------------------- | ----------- | ----------- | ----------- | ----------- | ------------------ | ------------------ | ------------------ | ------------------ | ------------- | ------------- | ------------- | ------------- | ----------- | ----------- | ----------- | ----------- | -------- | ------ | ----------- | ---------- |
| I. Abubakar          | 9           | 2           | 2           | 0           | -                  | -                  | -                  | -                  |               |               |               |               |             |             |             |             | 9        | 2      | 2           | 0          |
| R. Alegre Guerra     | 30          | 1           | 3           | 0           | 1                  | 0                  | 0                  | 0                  |               |               |               |               |             |             |             |             | 31       | 1      | 3           | 0          |
| P. Alfei Sæbø        | 1           | 0           | 0           | 0           | 1                  | 0                  | 0                  | 0                  |               |               |               |               |             |             |             |             | 2        | 0      | 0           | 0          |
| D. Arzani            | 1           | 0           | 0           | 0           | 1                  | 0                  | 0                  | 0                  |               |               |               |               |             |             |             |             | 2        | 0      | 0           | 0          |
| S. Bolkan Nordli     | 28          | 12          | 3           | 0           | 0                  | 0                  | 0                  | 0                  |               |               |               |               |             |             |             |             | 28       | 12     | 3           | 0          |
| L. Brotangen         | 3           | 0           | 0           | 0           | 2                  | 0                  | 0                  | 0                  |               |               |               |               |             |             |             |             | 5        | 0      | 0           | 0          |
| J. Egeris            | 14          | 0           | 4           | 0           | 1                  | 0                  | 0                  | 0                  |               |               |               |               |             |             |             |             | 15       | 0      | 4           | 0          |
| J. Enkerud           | 27          | 4           | 0           | 0           | 2                  | 1                  | 0                  | 0                  |               |               |               |               |             |             |             |             | 29       | 5      | 0           | 0          |
| C. Ezeh              | 9           | 0           | 1           | 0           | 2                  | 0                  | 1                  | 0                  |               |               |               |               |             |             |             |             | 11       | 0      | 2           | 0          |
| O. Færø              | 18          | 0           | 5           | 0           | 0                  | 0                  | 0                  | 0                  |               |               |               |               |             |             |             |             | 18       | 0      | 5           | 0          |
| B. Gleditsch         | 8           | 1           | 1           | 0           | 0                  | 0                  | 0                  | 0                  |               |               |               |               |             |             |             |             | 8        | 1      | 1           | 0          |
| A. Hippe Fagereng    | 2           | -3          | 0           | 0           | 1                  | 0                  | 0                  | 0                  |               |               |               |               |             |             |             |             | 3        | -3     | 0           | 0          |
| V. Hrin              | 0           | 0           | 0           | 0           | 0                  | 0                  | 0                  | 0                  |               |               |               |               |             |             |             |             | 0        | 0      | 0           | 0          |
| Ł. Jarosiński        | 28          | -44         | 2           | 0           | 1                  | -1                 | 0                  | 0                  |               |               |               |               |             |             |             |             | 29       | -45    | 2           | 0          |
| L. Jendal            | 0           | 0           | 0           | 0           | -                  | -                  | -                  | -                  |               |               |               |               |             |             |             |             | 0        | 0      | 0           | 0          |
| L. Johnsen           | 30          | 0           | 2           | 0           | 1                  | 0                  | 0                  | 0                  |               |               |               |               |             |             |             |             | 31       | 0      | 2           | 0          |
| J. Kvernstuen        | 7           | 0           | 0           | 0           | 0                  | 0                  | 0                  | 0                  |               |               |               |               |             |             |             |             | 7        | 0      | 0           | 0          |
| K. Lønstad Onsrud    | 30          | 7           | 4           | 0           | 1                  | 0                  | 0                  | 0                  |               |               |               |               |             |             |             |             | 31       | 7      | 4           | 0          |
| J. Mendy             | 21          | 2           | 1           | 0           | 2                  | 0                  | 0                  | 0                  |               |               |               |               |             |             |             |             | 23       | 2      | 1           | 0          |
| O. Midtskogen        | 25          | 3           | 1           | 0           | 2                  | 0                  | 0                  | 0                  |               |               |               |               |             |             |             |             | 27       | 3      | 1           | 0          |
| H. Norbye            | 13          | 0           | 1           | 0           | 2                  | 0                  | 1                  | 0                  |               |               |               |               |             |             |             |             | 15       | 0      | 2           | 0          |
| J. Nymo Matland      | 14          | 3           | 2           | 0           | -                  | -                  | -                  | -                  |               |               |               |               |             |             |             |             | 14       | 3      | 2           | 0          |
| P. Olsen             | 9           | 0           | 0           | 0           | 2                  | 0                  | 1                  | 0                  |               |               |               |               |             |             |             |             | 11       | 0      | 1           | 0          |
| M. Pris Jørgensen    | 0           | 0           | 0           | 0           | 0                  | 0                  | 0                  | 0                  |               |               |               |               |             |             |             |             | 0        | 0      | 0           | 0          |
| E. Sildnes           | 30          | 3           | 1           | 0           | 2                  | 0                  | 0                  | 0                  |               |               |               |               |             |             |             |             | 32       | 3      | 1           | 0          |
| S. Skogvang Pedersen | 26          | 1           | 1           | 0           | 1                  | 0                  | 0                  | 0                  |               |               |               |               |             |             |             |             | 27       | 1      | 1           | 0          |
| M. Solbakken         | 27          | 1           | 6           | 0           | 2                  | 0                  | 0                  | 0                  |               |               |               |               |             |             |             |             | 29       | 1      | 6           | 0          |
| L. Sveen             | 1           | 0           | 0           | 0           | 0                  | 0                  | 0                  | 0                  |               |               |               |               |             |             |             |             | 1        | 0      | 0           | 0          |
| P. Vaagan Moen       | 1           | 0           | 0           | 0           | 2                  | 0                  | 0                  | 0                  |               |               |               |               |             |             |             |             | 3        | 0      | 0           | 0          |